# Dick's Picks Volume 8
Dick's Picks Volume 8 es el tercer álbum en vivo de Dick's Picks, serie  de lanzamientos en vivo de la banda estadounidense Grateful Dead. Fue grabado el 2 de mayo de 1970 en el Harpur College, en Binghamton, Nueva York.

## Grabación
El álbum fue grabado el 2 de mayo de 1970 en el Harpur College, en Binghamton, Nueva York por Bob Matthews. Dick's Picks Volume 8 contiene el concierto completo, con la excepción de «Cold Rain and Snow», que se tocó entre «Good Lovin '» y «It's a Man's Man's Man's World». También faltan los dos primeros versos de «St. Stephen». El primer set del concierto fue acústico, y fue grabado en estéreo. El segundo y tercer set fueron eléctricos y fueron grabados en monoaural.

## Caveat emptor
Cada volumen de Dick's Picks tiene su propia etiqueta “caveat emptor”, que informa al oyente sobre la calidad del sonido de la grabación. La etiqueta del volumen 8 dice:
“Estos discos compactos fueron masterizados directamente desde la cinta analógica original de 7½ ips de media pista grabada en este espectáculo. El set acústico fue grabado en estéreo. Los sets eléctricos son monoaurales. Si bien la razón de esto sigue siendo un misterio, se sospecha de actividad eléctrica espuria.”

## Recepción de la crítica
Dan Alford lo catalogó como “un documento verdaderamente importante, posiblemente una de las diez mejores actuaciones en la historia de The Dead”. En AllMusic, William Ruhlmann comentó: “Este es un álbum para la gente que se pregunta por qué los Deadheads coleccionan cintas, y también para los Deadheads que han gastado sus cintas de uno de sus favoritos”.

## Lista de canciones
Todas las canciones escritas y compuestas por Jerry Garcia y Robert Hunter, excepto donde esta anotado. 
| Disco uno |                            |                                     |          |  |
| N.º       | Título                     | Escritor(es)                        | Duración |  |
| 1.        | «Don't Ease Me In»         | tradicional, arr. por Grateful Dead | 4:39     |  |
| 2.        | «I Know You Rider»         | tradicional, arr. por Grateful Dead | 7:54     |  |
| 3.        | «Friend of the Devil»      | John Dawson Garcia Hunter           | 5:58     |  |
| 4.        | «Dire Wolf»                |                                     | 4:57     |  |
| 5.        | «Beat It on Down the Line» | Jesse Fuller                        | 3:14     |  |
| 6.        | «Black Peter»              |                                     | 7:03     |  |
| 7.        | «Candyman»                 |                                     | 1:44     |  |
| 8.        | «Cumberland Blues»         | Garcia Hunter Phil Lesh             | 5:48     |  |
| 9.        | «Deep Elem Blues»          | tradicional, arr. por Grateful Dead | 7:31     |  |
| 10.       | «Cold Jordan»              | tradicional, arr. por Grateful Dead | 2:35     |  |
| 11.       | «Uncle John's Band»        |                                     | 6:29     |  |

| Disco dos |                         |                             |          |  |
| N.º       | Título                  | Escritor(es)                | Duración |  |
| 1.        | «St. Stephen»           | Garcia Hunter Lesh          | 3:34     |  |
| 2.        | «Cryptical Envelopment» | Garcia                      | 1:55     |  |
| 3.        | «Drums»                 | Mickey Hart Bill Kreutzmann | 3:29     |  |
| 4.        | «The Other One»         | Kreutzmann Bob Weir         | 13:57    |  |
| 5.        | «Cryptical Envelopment» | Garcia                      | 9:00     |  |
| 6.        | «Cosmic Charlie»        |                             | 7:23     |  |
| 7.        | «Casey Jones»           |                             | 4:46     |  |
| 8.        | «Good Lovin'»           | Rudy Clark Arthur Resnick   | 15:11    |  |

| Disco tres |                         |                                                      |          |  |
| N.º        | Título                  | Escritor(es)                                         | Duración |  |
| 1.         | «It's a Man's World»    | James Brown Betty Jean Newsome                       | 10:05    |  |
| 2.         | «Dancing in the Street» | Marvin Gaye Ivy Jo Hunter William “Mickey” Stevenson | 15:45    |  |
| 3.         | «Morning Dew»           | Bonnie Dobson Tim Rose                               | 12:41    |  |
| 4.         | «Viola Lee Blues»       | Noah Lewis                                           | 16:37    |  |
| 5.         | «We Bid You Goodnight»  | tradicional, arr. por Grateful Dead                  | 5:00     |  |

## Créditos y personal
Créditos adaptados desde el folleto que acompaña al CD.
Grateful Dead
- Jerry Garcia – voz principal y coros, guitarra líder
- Mickey Hart – batería
- Bill Kreutzmann – batería
- Phil Lesh – bajo eléctrico, coros
- Ron “Pigpen” McKernan – órgano, armónica, coros
- Bob Weir – guitarra rítmica, coros

Músicos adicionales
- John Dawson – coros (10)
- David Nelson – guitarra acústica (8), mandolina (10)

Personal técnico
- Bob Matthews – grabación
- Dick Latvala – archivista
- Jeffrey Norman – masterización
- John Cutler – ferromagnetista

Diseño
- Gekko Graphics – diseño de portada
- Morris Zwerman – fotografía